# باشگاه فوتبال پارس خودرو
باشگاه فوتبال پارس خودرو که با نام گسترش پارس خودرو نیز شناخته می‌شد یک باشگاه فوتبال ایرانی بود.
در مورد تاریخچه این باشگاه باید نوشت که در اواخر دهه پنجاه تیمی با نام سعد‌‌آباد در منطقه شميرانات تشكيل شد. در سال ۱۳۶۳ با واگذاری امتیاز تيم سعد‌آباد به سازمان صدا و سيما این تیم به جام جم تغيير نام داد. در سال ۱۳۶۵ امتياز جام جم به سازمان گسترش واگذار شد و به نام گسترش تغيير نام داده شد و در سال ۱۳۷۱ نيز امتياز اين تيم به شركت پارس خودرو واگذار شده و با نام پارس خودرو در مسابقات لیگ آزادگان شرکت کرد.

## پیشینه
این تیم در سوپرجام تهران ۱۳۷۳ حاضر بود و توانست به لیگ آزادگان ۱۳۷۳ نیز صعود کند اما در گروه ۱ رقابت‌ها در رده یازدهم قرار گرفت و به دسته پایین‌تر سقوط کرد.